# Jean-Paul Lien
 (février 2018).
Jean-Paul Lien dit Paul, alias Alexandre, alias Flandrin, né le 16 septembre 1912 à Saint-Louis (Haut-Rhin) et mort le 30 octobre 1946 à Sennecey-lès-Dijon, est un agent de pénétration de la Geheime Feldpolizei qui dépendait de l’Abwehr. 
Responsable de la mort d'un grand nombre de résistants français, il est reconnu après la guerre, condamné à mort et exécuté.

## Biographie
Après son service militaire, il devient agent de la SNCF à la sous-direction de Strasbourg. Mobilisé en 1939, il participe en mai 1940 à la bataille de France avec le grade de sergent, et se trouve à Toulouse à la fin des combats. 

### Entrée en résistance et retournement
Recruté par Henri Frenay en zone non-occupée, Jean-Paul Lien déniche des insoumis et réfugiés alsaciens fuyant l'enrôlement forcé dans les armées du Troisième Reich. À partir de 1941, il est envoyé à Villeurbanne auprès du service des assistantes sociales dirigé par Berty Albrecht. Contact de Jane Sivadon, Anne Noury, Anne-Marie Boumier d’une part, d'Henri Frenay et de Berty Albrecht d’autre part, il effectue des liaisons inter-zones. C'est lui qui met en relation Henri Devillers, agent de l'Abwehr, et Berty Albrecht.
Le 2 novembre 1941, au cours d'une mission à Paris, il est arrêté à la station de métro Filles-du-Calvaire. Interrogé par les Allemands dans un hôtel de la place de Clichy, il est conduit à Dijon le 13 novembre 1941 et livré à Heinz Kayser et à l'Oberleutnant Kurt Merk alias Kaiser Schneider. Dans les bureaux de l'Abwehr, situés dans l'hôtel de l'Urbaine à Dijon, le Français craque. Lorsqu'il sort du 28, rue Pasteur, Jean-Paul Lien travaille désormais pour le contre-espionnage allemand à raison de 10 000 francs par mois.
Berty Albrecht emprisonnée, et sans nouvelle du réseau de Frenay, Lien infiltre le 2e bureau de Lyon, en novembre 1942. Source de renseignements précieux pour les Alliés, les membres du 2e bureau de Vichy, Clermont-Ferrand et Lyon tombent entre les mains des autorités allemandes dès le mois de mars 1943. Jean-Paul Lien devient agent du service de renseignement allemand. Les services secrets nazis apprécient son efficacité et le récompensent jusqu'à 50 000 francs par mois.

### Infiltration d'Alliance
Lien est recruté début 1943 par l'un des membres du réseau Alliance, Alsacien comme lui : Jean-Philippe Sneyers. Lié directement à l'Intelligence Service britannique, le réseau Alliance est du plus grand intérêt pour les forces d'occupation allemandes et devient une priorité aux yeux de l'Oberleutnant Kurt Merk et de son supérieur, le colonel Otto Ehinger. Pour cette mission d'infiltration, l'Abwehr le place sous les ordres du BdS Sturmbannführer Hans Kieffer. Son nom de code dans le réseau est « Flandrin ».
Sous l'autorité de Sneyers, dit « Escogriffe », Lien intègre le groupe des « Apaches », chargé des coups durs et de la sécurité des opérations. À ce poste, il aide à la capture du PC Sécurité de Lyon et d'une partie du courrier à la fin du printemps 1943. Les circonstances éveillent les soupçons de Marie-Madeleine Fourcade, chef du réseau, qui tient désormais Lien à l'écart de son état-major. Celui-ci a capté la confiance de ses chefs directs, Sneyers et Édouard Kauffmann, chef des Apaches ; il n'est pas mis à l'écart, et continue de rassembler les renseignements concernant le fonctionnement du réseau.
Fourcade part pour Londres en juillet, et son successeur à la tête du réseau, Léon Faye (« Aigle »), la rejoint en août. Lien prépare alors la capture de ce dernier, censé revenir en France en septembre. Le 16 septembre 1943, Faye est de retour de Londres. Un Westland Lysander anglais le dépose à 45 km de Paris (Bouillancy, près de Nanteuil-le-Haudouin), en compagnie du radio anglais Ferdinand Rodriguez (« Pie »), d'une estafette et de quatre opérateurs radio. Le responsable des transports aériens, Pierre Dallas, les reçoit accompagné de Sneyers et de Lien. Il est décidé, contrairement aux règles de sécurité, de réunir tout le monde dans un seul wagon du premier train du matin pour filer vers Paris, gare du Nord. En gare d'Aulnay-sous-Bois, les agents allemands et la Milice interviennent brusquement. L'Oberleutnant Merk en personne monte dans le wagon et s'installe dans le compartiment voyageur en face du résistant français et le questionne : « Avez-vous fait bon voyage en Angleterre, Monsieur Faye ? ». Le coup de filet est brutal et efficace. Dans le même temps, les différents PC de Paris reçoivent également la visite de la Gestapo. Si l'état-major s'échappe, les radios, les « Apaches » et certains agents du PC renseignements sont pris. Le 21 septembre, c'est en province que les arrestations commencent : les régions Bretagne, Est, Centre, sont ravagées grâce au travail de Lien avec d'autres collaborateurs.
Libéré en catimini, face aux doutes des survivants du réseau Alliance, Jean-Paul Lien s'éloigne d'Alliance. Sa couverture n'est pas mise à jour : malgré les convictions de Fourcade, le nouveau chef Paul Bernard ne croit pas que cette vague d'arrestations soit due à une trahison. Il l'impute plutôt à des erreurs de sécurité lors de la réception de Faye.

### Infiltration de Mithridate
L'Abwehr de Dijon demande à Lien d'infiltrer le réseau Mithridate. Mithridate est fondé en juin 1940 par Pierre-Jean Herbinger à la requête du service britannique de renseignement MI6, un des plus importants de la Seconde Guerre mondiale. Mithridate est rattaché au Bureau central de renseignements et d'action BCRA du colonel Passy à l'été 1942. C'est un réseau de renseignements militaires chargé de fournir aux états-majors les indications nécessaires pour procéder ou pour accompagner les opérations de guerre. Plus de 1 987 agents opèrent en France, en Belgique et en  Italie. Jean-Paul Lien intègre le réseau.

### Arrestation
À la Libération, il se retrouve à la tête d'un groupe de résistants. En qualité de capitaine de FFI, il conduit des combats contre les Allemands battant en retraite, avant d'incorporer la 1re armée française du général de Lattre de Tassigny, dans les Vosges.
C'est en tentant de prendre contact avec la sécurité militaire française de Paris qu'il est reconnu par Ferdinand Rodriguez (« Pie » du réseau Alliance). Rodriguez, d'origine britannique, est pris pour un agent important par les services secrets allemands, sous le pseudonyme d'Edward Rodney. Il est donc conservé comme otage après son arrestation du 16 septembre 1943, puis libéré lors d'échange contre un agent allemand, entre services secrets. L'officier radio de l'Intelligence Service identifie Lien alors qu'il parade en uniforme de capitaine de l'armée française dans un bar des Champs-Élysées. Arrêté, Lien s'évade. C'est un autre rescapé du réseau Alliance, Jean Roger, dit Sainteny, qui le retrouve.
Incarcéré au fort de Charenton, il est jugé par la cour de justice de Dijon, avec vingt autres agents français du poste de l'Abwehr de Dijon, le 20 juillet 1946. Condamné à mort, il est fusillé le 30 octobre au fort de Sennecey-lès-Dijon.